# Monique Van Tichelen
Monique Van Tichelen, née le 15 juin 1930 à Anvers, décédée le 12 février 2018 à Uccle, est une femme politique belge. Elle est de conviction laïque et une militante féministe, engagée notamment dans la lutte pour la libéralisation de l'avortement. Elle est élue pour le Parti socialiste au Conseil communal d'Uccle et au Parlement de la Région Bruxelles-capitale, pour un seul mandat dans les deux cas.

## Biographie
Monique Van Tichelen est née le 15 juin 1930 à Anvers. Elle est licenciée en histoire de l'Université libre de Bruxelles et enseigne à l'Athénée royal d'Auderghem ,,.

### Lutte sociale
L'Union de la gauche socialiste crée le Comité d'action A travail égal, salaire égal, sous la houlette de Monique Van Tichelen, Nicole Gérard, Piet Vermeylen, Marijke Van Hemeldonck et Marthe Van de Meulebroeke. Créé à la suite de la grève des ouvrières de l'Usine d'armement de Herstal, ce comité milite pour un statut économique égal pour les femmes,,. 

### L'interruption volontaire de grossesse
Elle est une figure de proue du combat pour l'interruption volontaire de grossesse et fonde le Comité d’action pour la suspension des poursuites en matière d’interruption de grossesse en 1978, au moment des procès contre des médecins accusés d'avoir pratiqué des avortements, dont le docteur Willy Peers et de femmes accusées d'y avoir eu recours. A la fin des années 1970, elle fonde avec Monique Rifflet, membre comme elle de la Loge franc-maçonne Vérité, le Comité pour la dépénalisation de l’interruption de grossesse, une organisation faîtière qui milite pour une dépénalisation complète de l'avortement. Au sein de ce groupe elle fait fonction de liaison entre diverses personnalités politiques et les partis qui n'approuvent pas toujours les positions de leurs membres. Elle travaille notamment étroitement avec la sénatrice libérale Lucienne Herman-Michielsen et le sénateur socialiste Roger Lallemand qui donneront leur nom au projet de loi adopté en 1986. La loi dépénalisant partiellement l’interruption volontaire de grossesse est adoptée en 1990,,.
Elle est membre du Comité de liaison des femmes, du Conseil national des femmes belges et de SOS viol.

### Parti socialiste et franc-maçonnerie
En 1988, Monique Van Tichelen est élue au conseil communal d'Uccle pour le Parti socialiste. Il n'y a pas de sources sur la durée de son mandat.
En 1989, elle est candidate, toujours pour le Parti socialiste, aux premières élections du Parlement régional de Bruxelles. D'après les archives du Parlement, elle siège jusqu'en 1995.
Franc-maçonne, elle est initiée en 1962 à la loge « Vérité » de la fédération belge du Droit humain.

### Fin de vie
Elle décède à Uccle le 12 février 2018. Elle est inhumée dans le caveau familial au cimetière d'Ixelles.

## Carrière politique
- Membre du parlement de la Région de Bruxelles-Capitale[12]
  - du 12 juillet 1989 au 20 mai 1995
- Conseillère communale d'Uccle[9]
  - 1988- ?